# Hermann Schaefer (Schriftsteller)

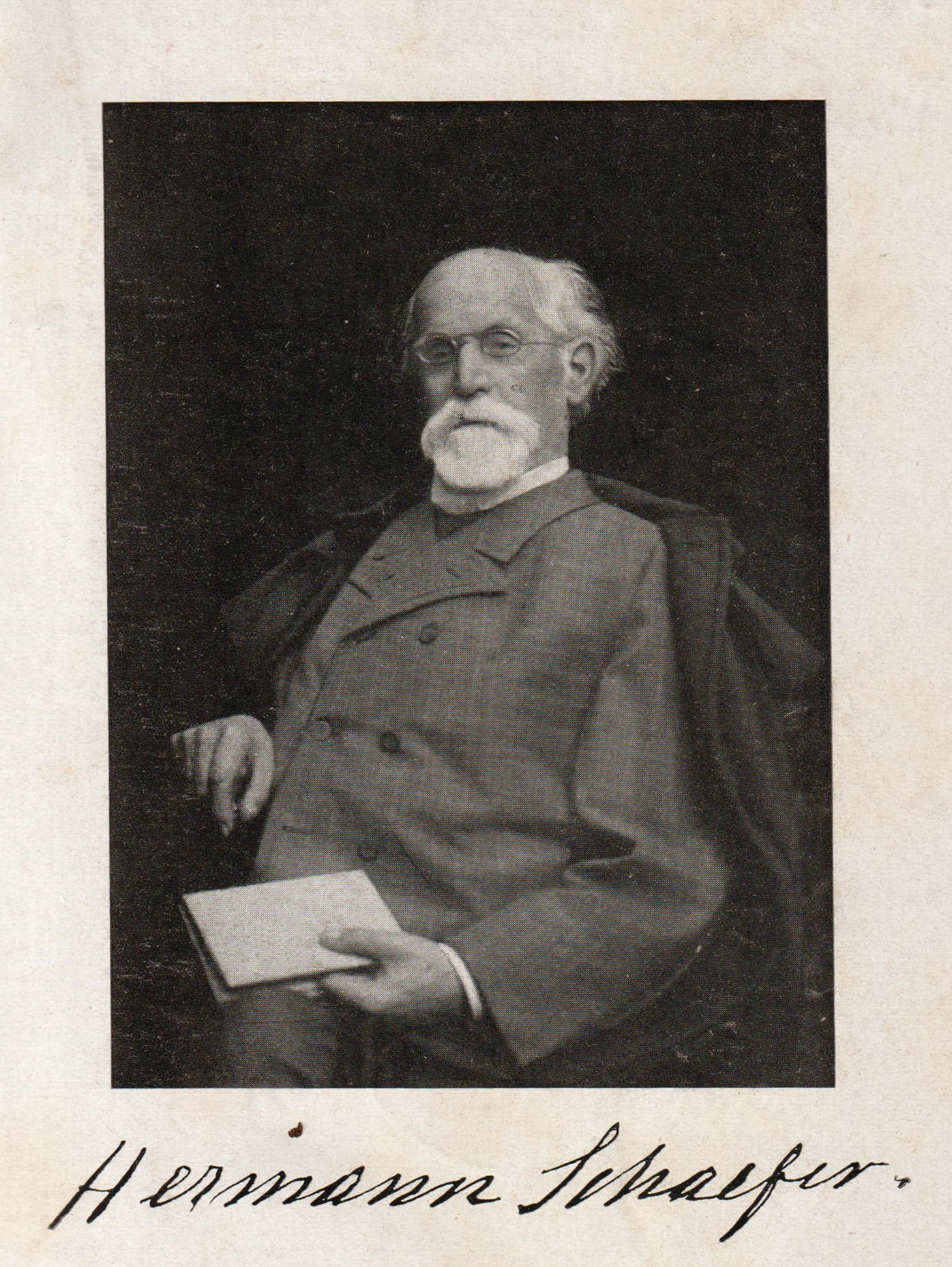
Foto Hermann Schaefer

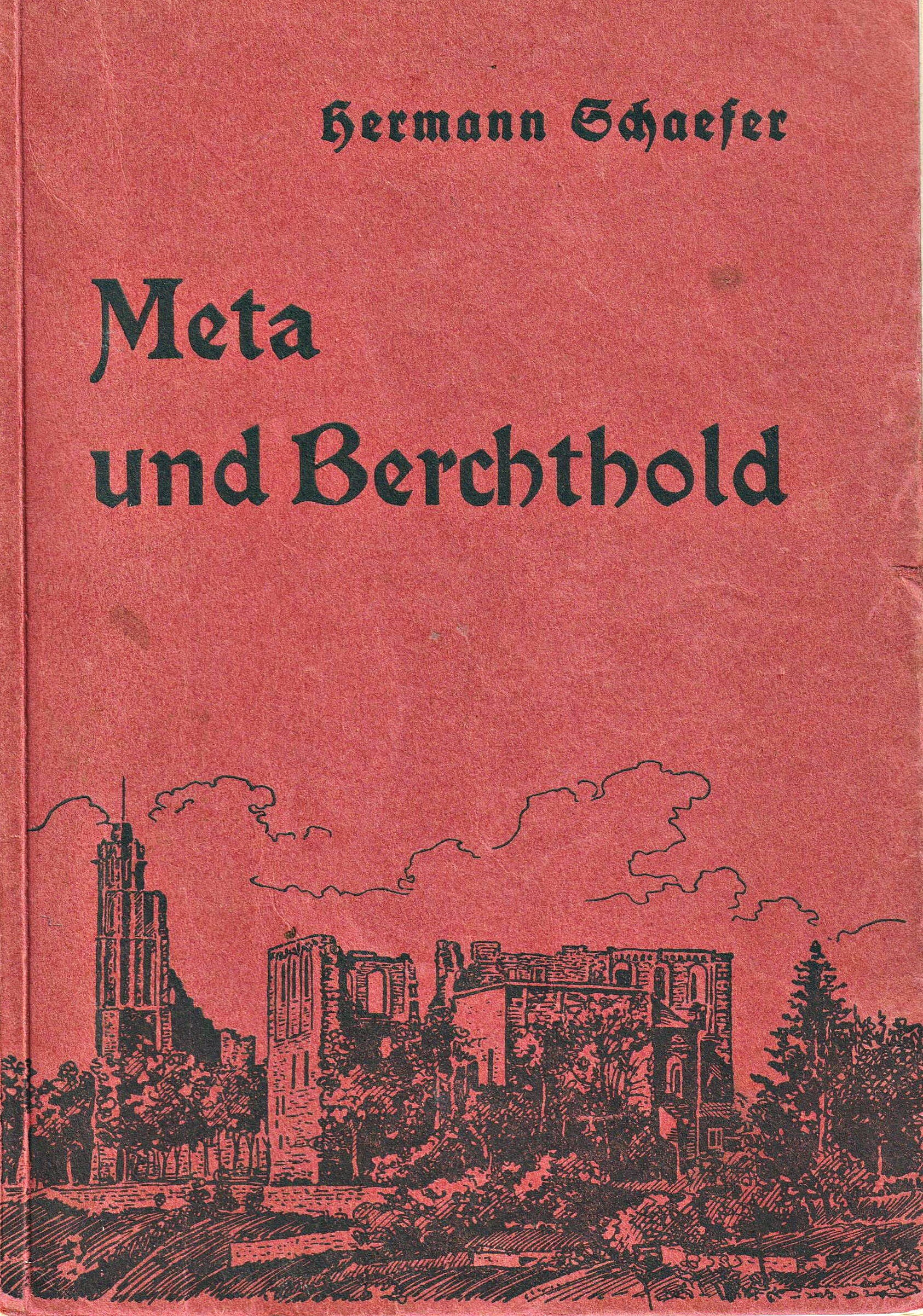
Bucheinband, 1931

Hermann Schaefer (* September 1847 in Bad Dürkheim; † Mai 1932 in Grethen) war ein pfälzischer Heimatdichter.

## Leben
Hermann Schaefer war der Sohn des aus Göllheim stammenden und seit 1844 in Dürkheim ansässigen praktischen Arztes und Weingutsbesitzers Christian Schaefer, sowie seiner Frau Henriette geb. Fitz. Er besuchte die Lateinschulen in Bad Dürkheim und Zweibrücken, später das Polytechnikum Karlsruhe und das Polytechnikum Zürich. 1869 und 1870 hielt sich Schaefer in Bordeaux auf, um den dortigen Weinbau zu studieren. 
Nach der Rückkehr heiratete er Clara Wernz und sie lebten ab 1874 in der Herzogmühle (Herzogweiher), Grethen, die Schaefer bald von seinem Schwiegervater erbte. Heute ist dort das Pfalzmuseum für Naturkunde angesiedelt. 
Hermann Schaefer war eine Zeit lang Bürgermeister von Grethen, jetzt ein Stadtteil von Bad Dürkheim.
Er verfasste mehrere Gedichtbände, wie "Bunte Herbstblätter" (Berlin 1900) und "Rebengold und Weinrosen" (Kaiserslautern 1907), das er dem Dichter Martin Greif widmete. Sein Roman "Meta und Berchthold oder Die Zerstörung der Limburg" (Neustadt an der Haardt, 1931) stellte eine deutsche Adaption von James Fenimore Coopers "Die Heidenmauer" dar.
In Bad Dürkheim ist die "Herrmann-Schaefer-Straße" nach ihm benannt, er ist Ehrenbürger der Stadt.

## Werke
- Bunte Herbstblätter. J. Harrwitz Nachfolger, Berlin 1900.
- Rebengold und Weinrosen, Distichen zum Preis des deutschen Weines. Crusius, Kaiserslautern 1907.
- Meta und Berchthold oder Die Zerstörung der Limburg – romantische Erzählung vom Rhein aus dem Jahre 1504 auf Grundlage von J. Fenimore Cooper's "Heidenmauer". Verlag Meininger, Neustadt an der Haardt 1931.